# Тулдзыта
Тулдзыта (осет. Тулдзытæ), ранее Дидмуха (осет. Дидмуха; груз. დიდმუხა, Дидмуха — с груз. переводится как «Большой Дуб») — село в Закавказье. Согласно юрисдикции Южной Осетии, фактически контролирующей село, расположено в Знаурском районе, согласно юрисдикции Грузии — в Карельском муниципалитете.

## География
Расположено на реке Проне Восточная (приток реки Кура) между селом Аунеу (Авневи) (до августа 2008 года — грузинское, затем под контролем РЮО) и пограничным юго-осетинским селом Мугут.

## Население
Село населено этническими осетинами. По переписи населения 1989 года в селе жило 224 человека, из которых осетины составили 100 %.

## История
Дидмуха неоднократно становилось ареной грузино-южноосетинского конфликта. Одно из первых грузинских нападений на село зафиксировано в 1920 году. В ходе войны 2008 года с 8 августа село было блокировано, а затем занято грузинскими войсками, но c 11 августа село перешло под контроль властей РЮО.

### Топографические карты
- Лист карты K-38-64 Цхинвали. Масштаб: 1 : 100 000. Состояние местности на 1987 год. Издание 1989 г.